# Andrés Pelussi
Andrés Ricardo Pelussi (Suardi, 14 ottobre 1977) è un ex cestista argentino con cittadinanza italiana, professionista in Argentina e in Italia.

## Carriera
Dal 1995 al 2003 veste la maglia dell'Atenas Córdoba, eccezion fatta per l'annata 1998-99 quando gioca tra le file del Pico FC.
Nel 2003 approda in Italia con l'ingaggio da parte del Progresso Castel Maggiore, che in quell'anno fu ribattezzato FuturVirtus dal nuovo presidente Sabatini dopo il caos che aveva estromesso la Virtus Bologna dai campionati professionistici. Dopo una prima stagione culminata con la sconfitta nelle semifinali play-off, la Virtus ottiene la sua riaffiliazione originaria e riconquista l'accesso alla massima serie al secondo tentativo. Pelussi rimane con le vu nere anche nella stagione del ritorno in Serie A, diventando anche capitano.
Dal 2006 torna in patria legandosi contrattualmente al Club Deportivo Libertad de Sunchales.
Con l'Argentina ha disputato i Campionati americani del 2009.